# The Hobble Skirt
The Hobble Skirt è un cortometraggio muto del 1910: il nome del regista non viene riportato nei titoli. Il protagonista del film è Ben Turpin, che aveva iniziato la sua carriera cinematografica nel 1907.

## Produzione
Il film fu prodotto dall'Independent Moving Pictures Co. of America (IMP).

## Distribuzione
Il film - un cortometraggio - uscì nelle sale statunitensi nel 1910, distribuito dall'Independent Moving Pictures Co. of America (IMP). Nelle proiezioni, veniva programmato con il sistema dello split reel, accorpato in un'unica bobina con un altro cortometraggio prodotto dalla IMP, Mendelssohn's Spring Song.